# Volmar Wrangel de Lindeberg
Wolmar Wrangel (1641-1675) , señor libre Wrangel de Lindeberg , militar . Medio hermano de Carl Gustaf Wrangel . Casado en 1665 con la condesa Cristina de Vasaborg (1644-1689), hija del hijo extramarital de Gustavo II Adolfo, Gustavo de Vasaborg y la condesa Anna Sofia Wied-Runkel.

## Biografía
Se convirtió en un señor libre de los méritos de su padre en 1654, y pronto entró al servicio de la guerra. Durante la guerra danesa de Karl X Gustav , él era maestro de jinetes , y durante la tutela de Karl XI , fue empleado por el rey incapaz, con quien vino en gran favor. En 1665 se convirtió en coronel de un regimiento a caballo, con el que luego participó en la guerra de Bremian . En 1667 se convirtió en comandante general y coronel de los jinetes de Uppland .
En 1674 se convirtió en teniente general, y durante la campaña contra Brandeburgo llegó a Alemania con su medio hermano, quien desde 1664 era mariscal nacional . Durante esta campaña, él sería la tercera persona al mando, después del mariscal y el mariscal de campo Conrad Mardefelt , pero debido a que tanto el mariscal como Mardefelt no podían controlar la enfermedad debido a una enfermedad, Wolmar Wrangel se convirtió en el verdadero comandante en jefe. Lideró el ejército sueco durante la derrota de la Batalla de Fehrbellin en 1675 . El mariscal nacional fue muy crítico con los esfuerzos de su medio hermano durante esta desafortunada campaña, pero quién tuvo la culpa está en disputa.
Wolmar Wrangel está enterrado en el cementerio Vasaborgska en la iglesia de Riddarholm en Estocolmo , donde su esposa y sus cinco hijos también descansan en el coro.

## Familia
En 1665 contrajo matrimonio con Cristina de Vasaborg La pareja tuvo 5 hijos :
- hijo, murió joven
- Amalia Sophia, murió de niña.
- Polydora Aurora (fallecida en 1708), casada con el mariscal de Kaunas, príncipe Bogusław Ogiński (1669-1730)
- Maria (?-?)
- Gustavo (1668-1716) general Sueco
- Carlos Gustavo (1670-1724) General Sueco, con descendencia, se casó con la baronesa Elizabeth von Reichmann